# Grad Hardek
Razvaline gradu Hardek se nahajajo blizu kraja Zweikirchna, jugozahodno od glavnega mesta občine Liebenfels na Koroškem. Ostanki glavnega gradu nekdanjega kompleksa so spomeniško zavarovani.

## Zgodovina
Grad je bil majhen romanski dvojni grajski kompleks na gozdnatem griču severno od kraja Zweikirchen. V bližini so razvaline gradov Liebenfels, Gradenek in Liemberg, ki skupaj s Hardekom sodijo med glavne gradove grajskega obroča, ki je obdajal vojvodsko prestolnico Šentvid ob Glini.
Grad Hardek je bil prvič posredno omenjen v dokumentu iz leta 1134, ko je bil omenjen svobodni gospod Meingotus Hardeški, ki se pojavi v dokumentu s svojim sinom Goteboldom (Meingotus de Hardeche et filius eius Gotpoldus). Grad je prvič omenjen v kupnem pismu bamberškega škofa Eberharda II. Od leta 1176 do 1196 je grad posedoval Hartvik Hardeški. Rodbina je izumrla leta 1196 s Hertwigom von Hardeggom, ministerialom koroškega vojvode. Leta 1256 je grad pripadel Giseli Mahrenberški, katere pradomovina je bil grad Mahrenberg. Njen sin Seifried Mahrenberški, poznejši lastnik Hardeka, ga je leta 1264 odkupil od bamberškega škofa kot donacijo za gradnjo cistercijanskega samostana. Vendar samostana.  Leta 1307 je koroški vojvoda Henrik pridobil Hardek, kot suveren lastnik. Leta 1314 je grad podelil Albrehtu in Niklasu Freiberškima, ki sta mu v zameno prenesla svojo trdnjavo Freiberg. Leta 1346 je  avstrijski vojvoda Albreht grad podelil v fevd Frideriku in Konradu Auffensteinskima, ki sta pred tem kupila Hardek od bratov Freiberških. S padcem rodbine Aufensteinskih leta 1368 je posest pripadla nazaj v roke deželnega kneza, ki je grad sprva upravljal preko skrbnik, dokler ga leta 1501 ni pridobil Auguštin Khevenhüller. Od leta 1509 dalje se kot fevdniki pojavljajo bratje Janez, Franc, Bernardin in Viljem Leininger. HardeK so prevzeli od Ulrika Višprijskega, ki je dotlej imel grad v zakupu.  Leta 1527 je prišel v fevd koroškemu kovničarju Hieronimu Kirchpucherju. Njegov sin Franc Krištof je leta 1622 trdnjavo prodal svojemu svaku Mihaelu Henriku Wagemannu Wagenstorfskemu. Proti koncu 17. stoletja je bil grad opuščen in prepuščen propadanju. Leta 1737 je posestvo pripadlo Janezu Sigmundu Lindskemu, v poznem 18. stoletju pa Maksu Tadevžu grofu Eggerskemu. Leta 1901 je Beljaška tovarna celuloze kot surovinsko bazo pridobila okoliške gozdove. Ruševine so od leta 1905 v lasti družine Kirchmayer.
Območje, na katerem so ruševine, je sedaj zasebna kmetija, vstop v ruševine je prepovedan zaradi akutne nevarnosti podora in nenehnega rahljanja kamenja.

## Opis gradu

### Glavni grad
Spomeniško-varstveni kompleks, ki je bil nazadnje prezidan in razširjen v času renesanse, sta prvotno sestavljala dva mogočna romanska stolpa, ki sta ju čez čas povezala stanovanjska poslopja in tvorila manjše dvorišče. Ohranjeni so močno obzidani ostanki severovzhodnega stolpa, jugozahodni pa se je podrl. Mesto kjer stoji stolp je bilo poseljeno že v prazgodovini, kar dokazujejo ustrezne najdbe. Še vedno je vidno predgradje z vrati dvižnega mostu južno od gradu.
Iz zgornjih nadstropij gradu je vizualni stik z vsemi »štirimi gorami« (Magdalenska/Štalenska gora, Šenturško goro, Šentviška gora, Šentlovrenska gora) kot tudi z nekaterimi utrdbami (npr. med drugim: grad Hohenstein, grad Taggenbrunn, grad Liemberg, grad Karlsberg).
- Ruševine gradu Hardek (2009)
- Ruševine gradu Hardek. Notranjost prikazuje romanske okrogle in Gotske šilaste oboke.
- Razvaline gradu Hardek
- Razvaline gradu Hardek, preboj obzidja s pogledom proti Šentvidu

### Stražni stolp in kapela
Na vrhu hriba z obzidjem skoraj 200 metrov južno od glavnega gradu stoji romanski okrogli stražni stolp (spustni stolp) z visokim vhodom in ostanki okrogle kapele s polkrožno apsido nad vratnim jarkom. Med obnovo, ki se je začela leta 1978, so tu odkrili fragmente poznogotske okrasne stenske poslikave; Ampak o tem ni nobenega znaka več.
- Romanski stražni stolp
- Romanska kapela Razvaline

## Spletne povezave
- Hardek
- Burgruine Hardegg in burgenwelt.de